# La Chascona
La Chascona est une maison du quartier de Bellavista à Santiago, au Chili, qui appartenait au poète chilien Pablo Neruda. 

## Histoire
La Chascona reflète le style original de Neruda, en particulier son amour de la mer, et est maintenant une destination populaire pour les touristes. Neruda a commencé à travailler à cette maison en 1953 pour son amante alors cachée, Matilde Urrutia, dont les cheveux roux bouclés ont inspiré le nom de la maison (chascona est un mot chilien espagnol d'origine quechua se référant à la crinière sauvage de chevaux).    

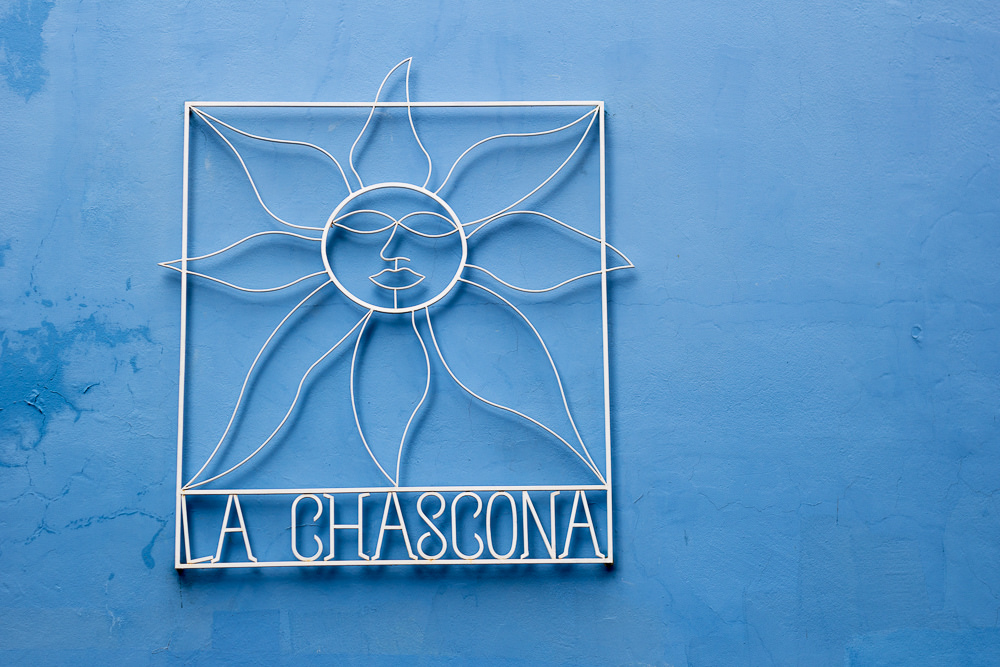
La Chascona.

Dans la maison se trouve une peinture donnée à Urrutia par Neruda représentant une Urrutia à deux faces, l'une représentant l'Urrutia que le public connaissait comme chanteuse, et l'autre représentant l'amante que Neruda connaissait. La peinture a également une image cachée : une vue de profil du visage de Neruda est cachée dans ses cheveux, symbolisant leur relation secrète. Urrutia deviendra la troisième épouse du poète et elle se chargea de restaurer la maison après la mort du poète en 1973, La Chascona ayant subi des dommages lors du coup d'État militaire.  
La Chascona est aujourd'hui gérée par la Fondation Pablo Neruda. 

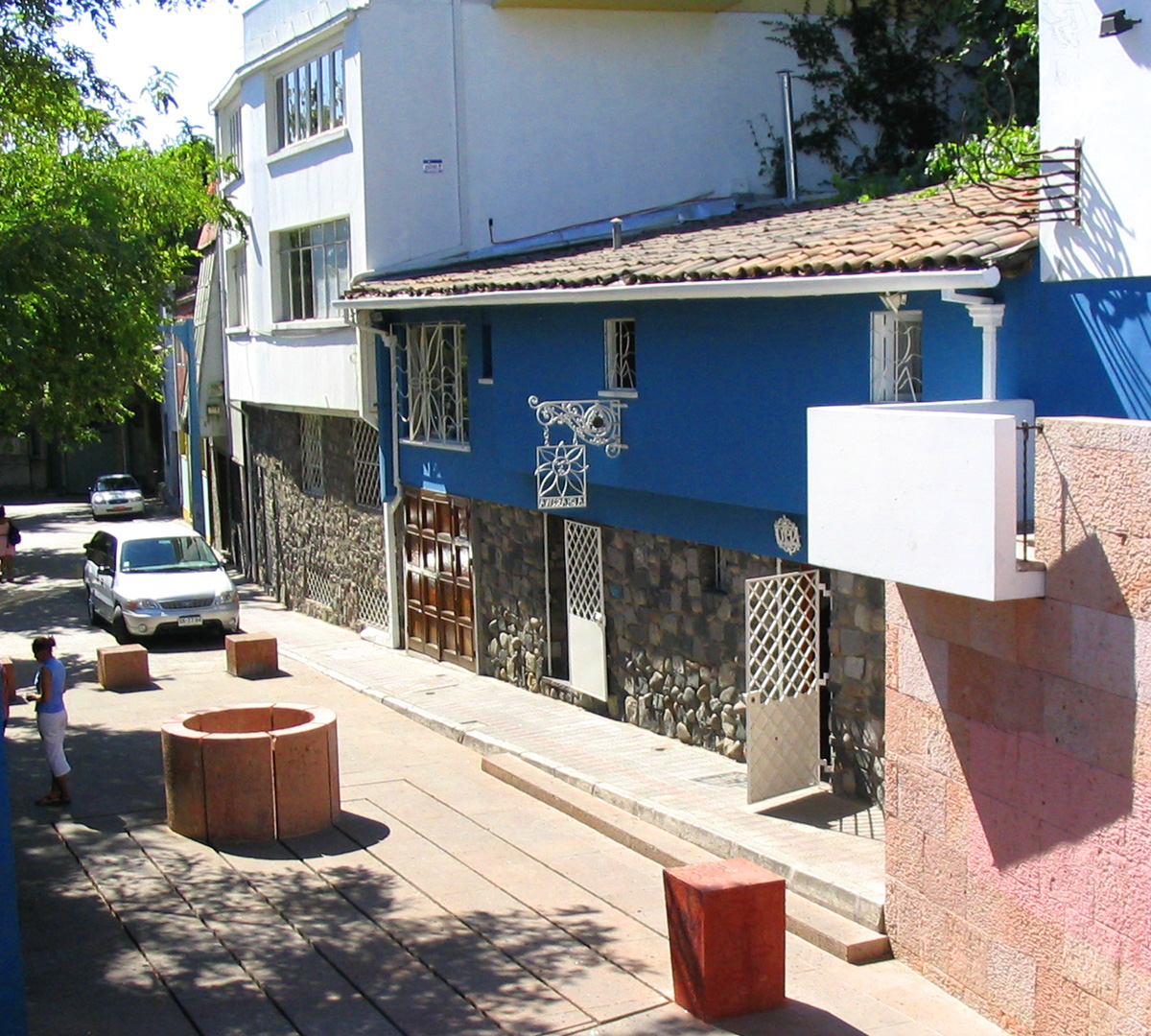
La Chascona, la maison de Neruda à Santiago.

## Voir également
- Casa de Isla Negra